# Osiris
Osiris (von ägypt. Usir und altgriechisch Ὄσιρις) ist ein altägyptischer Gott des Jenseits und der Wiedergeburt. Er war der Richter über die Unterwelt und die Seelen der Verstorbenen. Er war auch einer der Quellgötter des Nils. Er war der Schutzpatron der Verstorben, der verstorbenen Könige und der noch lebenden Kronprinzen bis zu deren Krönung. Sein Haupt-Kultort lag bei Abydos, sein Sternbild war der Orion. Seine Gemahlin war seine Schwester Isis.
Eine Sage um ihn, die sehr bekannt ist und seinen Bruder Seth in ein schlechtes Licht rückt, ist jene vom Brudermord des Seth an Osiris. Der Mythos erzählt in seiner ursprünglichen Fassung von Osiris, wie er nach seiner Krönung zum König über Ägypten von Seth überlistet und ermordet wird. Als Isis ihren Gatten ertrunken vorfindet und aufbahrt, raubt Seth den Leichnam, zerstückelt ihn und Isis muss ihren Gemahl wieder zusammensuchen. Mit Unterstützung von Nephthys und Anubis gelingt es, Osiris wieder zusammenzufügen und ihn wiederzubeleben.

## Darstellung
Osiris wird in anthropomorpher Gestalt dargestellt, als menschliche Mumie, immer in stehender oder steif aufrecht sitzender Haltung mit geschlossenen Beinen. In vielen Fällen wird er mit grüner oder schwarzer Hautfarbe dargestellt, was in der Forschung häufig als Symbol für Fruchtbarkeit gedeutet wurde: Grün beziehe sich auf die Farbe vieler Pflanzen, schwarz auf die Farbe des dunklen Schwemmlandes des Nils. Eine alternative Deutung besagt dagegen, die Farbgebung der Osiris-Darstellungen verweise auf die grün-schwärzliche Verfärbung von Körpern nach dem Tod und die Rolle des Osiris als Totengott. Einige Darstellungen zeigen ihn auch mit weißer Hautfarbe, vielleicht als Symbol für die Mumienbinden.
Seine Hände ragen aus der Umhüllung hervor und halten als seine Hauptattribute Krummstab (Symbol des guten Hirten) und Flagellum (Symbol der Fruchtbarkeit), die wegen seiner Rolle als Herrscher des Jenseits wahrscheinlich von königlichen Insignien übernommen wurden. In der Art, wie er die Insignien hält, gibt es regionale Unterschiede. So halten die Osirisfiguren aus Mittelägypten die Arme üblicherweise auf gleicher Höhe, während sie in Oberägypten meist gekreuzt sind.
Die Darstellungen ab dem Mittleren Reich zeigen ihn häufig mit der weißen Krone des Südens, die vielleicht auf seine oberägyptische Herkunft hinweist. Eine weitere Bekrönung des Osiris ist die Atef-Krone, die der weißen Krone ähnelt, an der allerdings zwei seitliche Federn und gelegentlich Hörner und Sonnenscheiben befestigt sind. In späteren Darstellungen finden sich auch andere Kronen und komplexe Mischformen als Abweichung des Standards der weißen beziehungsweise der Atef-Krone.
In späteren Formen sind die Osiris-Darstellungen manchmal mit breiten Schmuckkragen und Armreifen ausgeschmückt, aber auch mit mehr Details bei der Darstellung von Mumienbinden und mit über der Brust gekreuzten Bändern und einer an der Taille festgebundenen Schärpe.

## Mythologie

### Nilflut
Gemäß der altägyptischen Überlieferung entsprang der Nil dem Bein des Osiris im Abaton auf Philae. Die Nilflut symbolisierte seine Ausflüsse, die im Mittelmeer mündeten. Seine jährliche Wiedergeburt kündigte sich durch den „Himmlischen Nil“ an, der im Süden an den Grenzen Ägyptens auf die Erde niederging und den Nil ansteigen ließ. Der „Himmlische Nil“ wird durch das Sternbild Eridanus repräsentiert, das am Bein von Osiris (Orion) beginnt. Die Nilflut wurde als Leichensekret des Osiris gedeutet. Osiris fällt damit in die Kategorie derjenigen Fruchtbarkeitsgötter, die durch ihren Tod neues Leben ermöglichen.

### Totengott

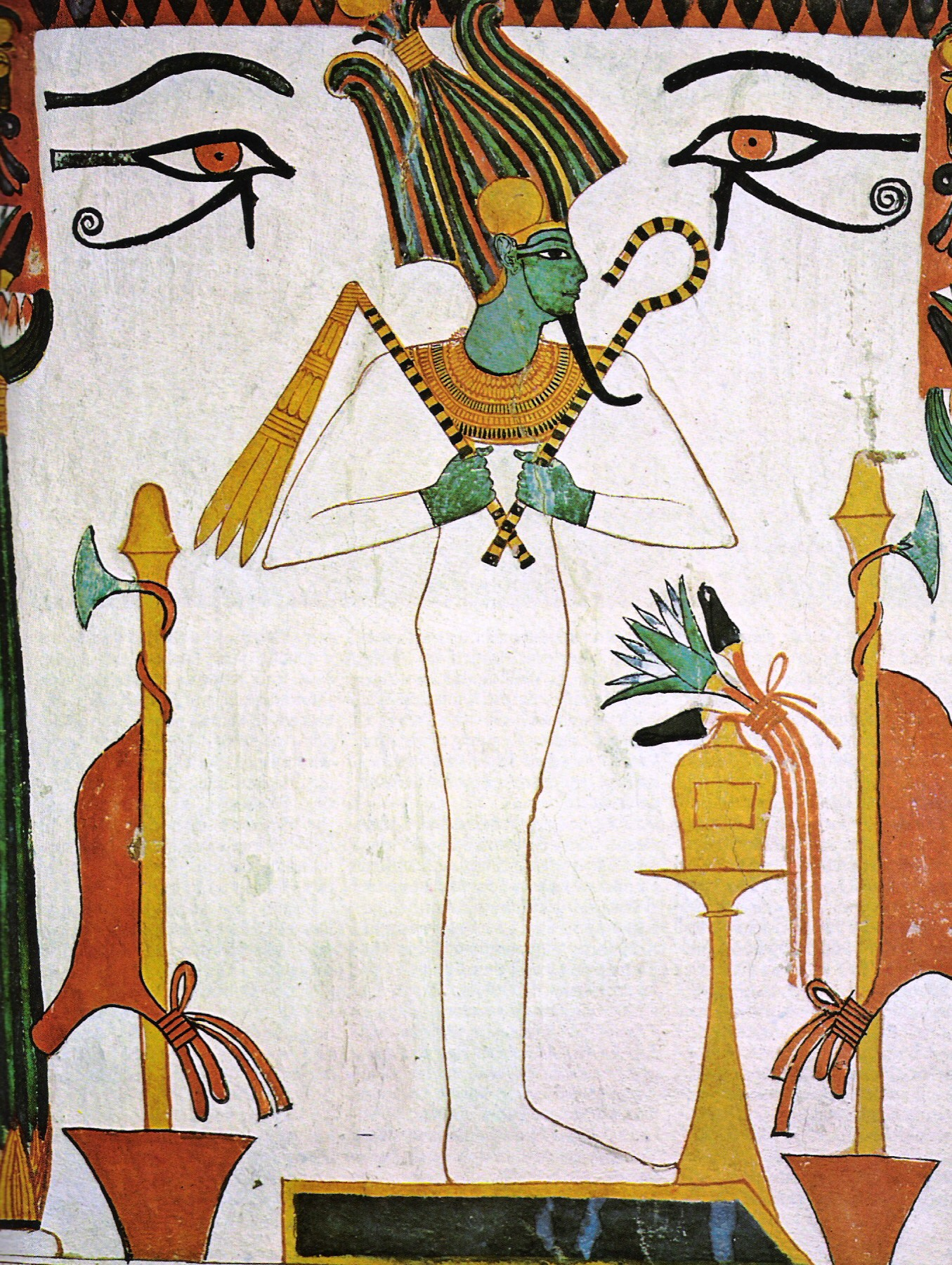
Osiris im Grab des Sennedjem

Osiris ist Gott und Richter über die Toten und der Unterwelt und ebenfalls Herrscher der unterirdischen Welt, der Duat. Vor ihm müssen sich die Toten verantworten, bevor sie in das Jenseits eintreten können. Alle jenseitigen Feinde der Verstorbenen, wie die Netzfänger oder „die mit den schrecklichen Gesichtern“, sind Abgesandte des Osiris und damit per Definition keine bösen Mächte, da sie Feinde des Osiris verfolgen und töten. Doch damit es nicht zu Verwechslungen kommt, enthält jede Sprüchesammlung, die den Toten im Grab begleitet, üblicherweise Beschwörungen gegen diese Dämonen.
 In den Sargtexten identifizieren sich die Verstorbenen mit Osiris (wsjr NN pn, „dieser Osiris NN“); durch die ausführliche Beschreibung von Osiris' Einbalsamierung und Wiederauferstehung erhoffen sich die Verstorbenen, dass bei ihnen ebenfalls diese Ereignisse gelingen. Die Aspekte eines Totengottes übernahm er wahrscheinlich von Sokar.
Die astrale Repräsentation der Grenze von Dies- und Jenseits ist in der ägyptischen Mythologie der „Himmelsfluss“ Eridanus, den die Verstorbenen mit Hilfe der Götter Thot und Anubis überqueren mussten.
Wein, das göttliche Getränk wird mit den Göttern Osiris und Schesemu assoziiert. Osiris wird als Herr des Weins während des Totenfests des Osiris bezeichnet und dies könnte so interpretiert werden, dass er der Spender des Bankettweins war.

### Fruchtbarkeitsgott
Durch die Wiedererstehung ist Osiris zum Fruchtbarkeitsgott geworden. Sir Alan Gardiner hielt es für möglich, dass der Osirismythos auf ein reales Geschehen zurückgeht.
In der griechisch-römischen Zeit wurde am 27. Choiak (23. Novembergreg. seit Augustus) das „Fest des Auffindens des Unterschenkels von Osiris“ gefeiert. An diesem Tag erschuf Osiris die Gottheit Nemti in Form einer Made aus Silber, „die am Kopf eines Rindes befestigt ist“.
Zeugnisse dieser jährlich zelebrierten Osiris-Mysterien konnten bei archäologischen Grabungsarbeiten von Franck Goddio und seinem Team in der versunkenen Stadt Thonis-Herakleion gefunden werden.

### Verschmelzungen und Beinamen
Der Osirismythos gilt als einer der wichtigsten Mythen der altägyptischen Religion. Im Mittleren Reich bildete Osiris mit Ptah und Sokar eine singuläre Gottheit. Außerdem verschmolzen verschiedene Lokalgötter der Frühzeit als Erscheinungsform von Osiris, beispielsweise Anedjti, Chontamenti, Sepa und Wenen-nefer/Wen-nefer (Wn-nfr); unter anderem wird Osiris im Amun-Tempel von Hibis mit dem Beinamen Wsjr-wnn-nfr (Osiris-Onophris / Onophrios) genannt („Osiris, der gut ist/Osiris, der vollkommen ist“).
Im Hellenismus fand eine Zusammenführung des Osiris-Kultes mit dem des Apis-Stieres sowie einigen griechischen Göttern wie Dionysos statt. Die Ptolemäer erhoben Osiris unter dem Namen Serapis zum Reichsgott (Siehe auch: Serapeum (Sakkara) und Serapeum von Alexandria).

## Mythos
Der Osirismythos ist einer der wichtigsten Mythen der ägyptischen Religion. Einzelne Elemente des Mythos findet man, ausgehend von den Pyramidentexten des Alten Reiches, bis in die griechisch-römische Zeit. In geschlossener Erzählform ist der Mythos jedoch erst von dem griechischen Autor Plutarch in seinem Werk Über Isis und Osiris überliefert. Diese Fassung stimmt jedoch in einigen wichtigen Passagen nicht mit den ägyptischen Originaltexten überein, die in sich aber auch nicht vollkommen konsistent sind.
Die ägyptische Mythologie beschreibt, dass sich Osiris und Isis bereits im Mutterleib liebten und einander Schutz und Geborgenheit spendeten. Deshalb wurden sie als Erwachsene ein Paar. Seit der Geburt ist Osiris das Gegenstück zu seinem Bruder Seth. Er schätzte die guten Dinge, während sein Bruder vom ersten Atemzug nur von Hass und Wut getrieben wurde. Seth nahm seine Schwester Nephthys zur Frau, die Zwillingsschwester der Isis. Dies und der Gegenpol der zwei Götter führten zur gegenseitigen Verabscheuung, und sie begannen sich für lange Zeit zu bekriegen.
Eines Tages erfuhr Isis, dass ihre Schwester Nephthys sich als sie ausgegeben und danach mit Osiris geschlafen hatte. Nephthys bekam große Furcht, dass ihr Gatte Seth dies herausfinden könnte, weshalb sie das bald geborene Kind von Osiris aussetzte. Mit Hilfe von Hunden fand Isis dieses Kind, nahm es mit und zog es auf. Später wurde es als Anubis, Gott der Einbalsamierer und Beschützer der Verstorbenen, ihr Wächter und Begleiter.
Zu der Zeit, als Isis dieses Kind fand, tötete Seth seinen Bruder, indem er ihn bei einem Gastmahl überlistete. Er zerstückelte die Leiche des Osiris und verstreute sie im ganzen Land. Daraufhin machte sich die trauernde und verzweifelte Isis auf die Suche nach den Überresten ihres geliebten Gemahls Osiris, um diese anschließend mit Hilfe von Magie wieder zusammenzufügen. Durch die Ermordung des Osiris entstand das Jenseits, und so wurde Isis auserwählt, es mit dem Diesseits zu verbinden. Sie übernahm diese Aufgabe und Macht, um mit ihrem Geliebten Osiris ein Kind zu zeugen, welches seinen Vater rächen sollte, sobald es reif und erwachsen genug war. So wurde Isis schwanger und gebar auf dem leblosen Körper des Osiris ihren gemeinsamen Sohn Horus, den Sonnengott. Er wurde in Buto aufgezogen, damit er Seth noch nicht zu früh zu nahekommen konnte. Als Horus jedoch herangewachsen war und die Geschichte über seinen Vater erfuhr, empfand er nur noch Hass für Seth und übte jeden Tag, um ihn in einem Kampf schlagen und töten zu können.

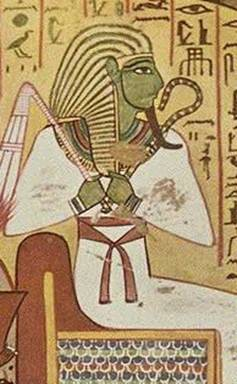
Wandgemälde des Osiris
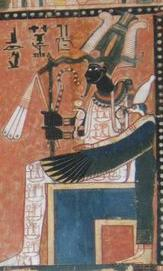
Osiris im Totenbuch

Zusammen mit Isis bewachte Nephthys die letzte Pforte der Unterwelt, durch die der Sonnengott zur Oberwelt reiste. Mit Isis beweinte und belebte sie die Verstorbenen, und beide besuchten häufig den Leichnam ihres Bruders und Geliebten Osiris. Während Isis zu ihrem Sohn Horus reiste, stieß Seth nachts beim Jagen das Grab von Osiris auf. Als er seinen verhassten Bruder darin wiedererkannte, war er so erbost, dass er seinen Leichnam in tausend Stücke zerriss. Als Isis dies erfuhr, machte sie sich auf den Weg dorthin, segelte in einem Papyrusboot durch die Sümpfe und suchte alle Stücke ihres Geliebten wieder zusammen. Aus diesem Grunde sprach man immer von mehreren Gräbern des Osiris. Allerdings teilen sich hier wieder die Geschichten. Einige behaupten, dass Isis die einzelnen Glieder des Osiris vergraben habe. Andere hingegen meinen, dass Isis Nachbildungen der Leiche anfertigte und sie mehreren Städten schenkte, damit er dort verehrt werde. Außerdem sollte Seth, sobald er die Oberhand über Horus gewonnen hätte, ihn niemals finden können. Durch die Vielzahl der Gräber sollte er die Lust am Suchen verlieren.
Nachdem Osiris seinen Sohn Horus auf der Erde besucht und ihm Mut zum Kampf gegen Seth geschenkt hatte, begann der unerbittliche Kampf, der vier ganze Tage anhielt. Horus ging dabei als Sieger hervor und wurde der neue König von Ägypten.

## Hintergrund
Mit Beginn der 4. Dynastie taucht in den Opferformeln der Privatgräber ein namenloser Gott auf; am Ende der 4. Dynastie dann erstmals namentlich als „Osiris“. Die früheste ikonografische Darstellung der Gottheit Osiris ist auf einem Block des Pyramidenbezirks des Djedkare belegt, dem vorletzten Herrscher der 5. Dynastie. Unter Unas, dem Nachfolger und letzten König der 5. Dynastie, folgt die erstmalige schriftliche Erwähnung in den Pyramidentexten. Zunächst nahm Osiris im Königskult eine untergeordnete Rolle ein, da Osiris zwar als „Gott der Verstorbenen“ galt, aber nicht als „Gott des Königs“. Der König sah sich mythologisch auf gleicher Ebene und bezeichnete sich daher als „sein Bruder, der mit den Kräften des Osiris ausgestattet ist“. Osiris herrschte in diesem Stadium als „Gott über die menschlichen Verstorbenen“, während sich der König nach seinem Tod als „Gott über die ruhenden Götter im Jenseits“ verstand. Insofern repräsentierte Osiris den „Totengott des Volkes“ und der König den „Totengott der Götter“. Erst mit dem Zusammenbruch des Alten Reiches änderte sich die königliche Distanz zu Osiris.
Osiris ist eine Gottheit, die mehr oder weniger urplötzlich auftaucht und erstmalig erst unter König Niuserre erwähnt wird. Er gilt daher als besonders „mysteriös“. In den Pyramidentexten der 5. und 6. Dynastie ist noch keine Rede von einem „Brudermord“, da zu dieser Zeit die Hauptgötter noch keine Verwandtschaftsgrade zugesprochen bekamen (mit Ausnahme von Seth und Horus). Es finden sich zunächst nur vage Andeutungen, dass Seth Osiris etwas angetan hat. Sie beschreiben, dass Osiris „auf seiner Seite liegend“ aufgefunden wurde, eine Umschreibung für den Sturz oder Tod einer Person. Erst später, ab der Mitte der 6. Dynastie, erscheinen erste Passagen, die davon erzählen, dass Seth Osiris getötet hat (allerdings zunächst, ohne ein triftiges oder glaubwürdiges Motiv für die Tat zu nennen). Allerdings widersprechen sich die Passagen innerhalb derselben Inschrift hinsichtlich Osiris' Todesursache: Grabspruch T26 und T196 beschreiben Ertrinken, Grabspruch P53 und P522 hingegen nennen Tottrampeln durch Seth in Gestalt eines Stiers. In den Pyramidentexten des Merenre wird erstmals erzählt, wie Horus und Geb die Gebeine des Osiris entdecken, wieder zusammenführen und mit Unterstützung von Isis den Getöteten wieder zum Leben erwecken und ihn dadurch unsterblich machen.
Ägyptologen wie Raymond Oliver Faulkner, Alexandra von Lieven und Ian Robert Taylor argwöhnen, dass hier mindestens zwei Mythen um Seth und Osiris vermischt und überdies später von den Ägyptern selbst zu Ungunsten von Seth umgeschrieben wurden. Zum Beweis weisen Eugene Cruz-Uribes, von Lieven und Taylor auf eine interessante Ungereimtheit hin: in der Urfassung auf dem Papyrus Chester Beatty wird Seth mal als „Bruder des Osiris“ (und somit als Horus' Onkel), mal als „der ältere Bruder von Horus“ bezeichnet. Dies gehe eindeutig auf zwei gegensätzliche Traditionen zurück, von denen jene, die Seth gewogen war, im frühen Alten Reich und davor vorherrschte. Ein weiteres Indiz sei aus den Grabtexten der 12. Dynastie zu Beginn des Mittleren Reiches ersichtlich, die erstmalig Motive für Seths Tat nennen, wobei die Quellen erneut stark voneinander abweichen. In den Pyramidentexten heißt es noch, dass sowohl Seth als auch der Mondgott Thot „nicht zu trauern gedachten“ und offenbar beide am Tod von Osiris Interesse hatten (hier versäumen es die Texte, für Thot ein Motiv zu nennen). Nachdem Seth Osiris getötet hat, wendet sich Thot plötzlich gegen Seth, um Letzteren bestrafen zu lassen. Gemäß dieser Version wäre Seth in Wahrheit hereingelegt worden, um als Sündenbock herzuhalten. Eine andere Version erzählt, dass Osiris sich an Seths Gemahlin Nephthys herangemacht habe, worauf diese sich bei Seth beklagte. In dieser Erzählung rückt eindeutig Osiris in ein schlechtes Licht. Die Ägyptologen sehen darin einen Verteidigungs- und Rechtfertigungsversuch zugunsten von Seth, etwas, das in nur etwas späteren Überlieferungen gnadenlos weggelassen und damit vertuscht wird. Gemäß von Lieven und Taylor ist das Motiv dahinter klar: Rufmord gegen Seth um jeden Preis.
Zur gleichen Zeit sollte die Brudermord-Legende erklären, wie Osiris zu seiner Macht gekommen war und was er ursprünglich eigentlich für eine Rolle spielte: er verkörperte den verstorbenen König und war der Garant für den ewigen Kreislauf der vergöttlichten Thronfolgerschaft. Er galt daher als Schutzpatron der verstorbenen Könige, der noch lebenden Kronprinzen bis zu deren Krönung und der Totenpriester. Mit seiner Ermordung durch Seth und die Wiederbelebung durch Isis und Anubis erlangte er Unsterblichkeit und konnte nun selbige auch dem verstorbenen König gewähren. Seine Rolle als Richter der Unterwelt und des Jenseits wurde ihm erst sehr viel später, etwa gegen Mitte des Mittleren Reiches, eingeräumt.
Der Osirismythos gilt als übertragener Mythos auf die Natur, ohne dass der Fruchtbarkeitsgott Osiris selbst als Vegetationsgott wirkt. Dennoch wird er vereinzelt in der Literatur zu Unrecht mit einem Vegetationsgott gleichgesetzt. Von seinem Bruder Seth wurde Osiris im Mythos getötet und von seiner Schwestergemahlin Isis wieder zum Leben erweckt. Sein Hauptkultort war Abydos. Als vierter König der ersten Götterdynastie fungierte er auch als Bestandteil der Götterneunheit von Heliopolis. In den Pyramidentexten galt Osiris als „Gott des Nordens“.
Mit Beginn des Mittleren Reiches erhielt Osiris in der ägyptischen Mythologie die gesamte Macht über das Totenreich und stand seither in der Rangordnung über dem König. Seine Bedeutung als einer der wichtigsten Götter des Alten Ägyptens nahm im weiteren Verlauf der altägyptischen Geschichte stetig zu, weshalb sich sein Kult auch über die hellenistische Welt verbreiten konnte. Osiris bildete zusammen mit Horus und Isis die Triade von Abydos.